# Daniel Hall
Daniel George Edward Hall (oft auch D. G. E. Hall; * 17. November 1891 in Hertfordshire, England; † 12. Oktober 1979 in Hitchin, Hertfordshire) war ein Historiker, der hauptsächlich über Südostasien gearbeitet hat. Er war Professor für die Geschichte Südostasiens an der Londoner School of Oriental and African Studies und an der Cornell University.

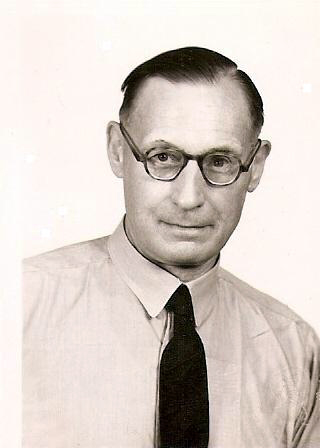
D. G. E. Hall (1891–1979)

## Leben
Hall stammte aus einer Bauernfamilie und erhielt seine frühe Ausbildung an der Grammar School in Hitchin. 1913 ging er an das King’s College in London und machte 1916 seinen Bachelor-Abschluss in neuerer Geschichte mit first-class honours, der ihm den Gladstone Memorial Prize einbrachte. Im Ersten Weltkrieg diente er im Inns of Court Regiment. 1919 erhielt er eine Stelle als Geschichtslehrer an der Royal Grammar School in Worcester. Im selben Jahr heiratete er seine Kollegin Helen Eugenie Banks, die ebenfalls am King’s College Geschichte studiert und den Gladstone-Preis erhalten hatte. Beide gingen dann an die Bedales School in Hampshire.
Wenig später erhielt Hall eine Berufung an den Lehrstuhl für Geschichte der neu errichteten Universität Rangun. Er nahm an und musste bei seiner Ankunft im Mai 1921 erkennen, dass das Lehrprogramm mit seiner Ausrichtung auf das Klassische Altertum, britische und europäische Geschichte für die Universität wenig geeignet war. Er begann deshalb mit der Entwicklung von Kursen und Verfassung von Lehrbüchern zur regionalen Geschichte. Während dieser Arbeit begann sein Interesse an birmanischer Kultur und asiatischer Geschichte. 1927 veröffentlichte er die erste Arbeit zu den englisch-birmanischen Beziehungen zwischen 1587 und 1686 (English Relations with Burma 1587–1686), die im Journal of the Burma Research Society erschien. 
Mit einer Arbeit über den Briefwechsel zwischen dem Generalgouverneur in Indien Lord Dalhousie und dem britischen Kommissar für Birma Arthur Purves Phayre in den 1850er-Jahren promovierte er 1932 an der Universität London zum Doctor of Literature. Da seine Frau und fünf Kinder an Bindehautentzündung litten, mussten sie 1931 nach England zurückkehren. Hall blieb noch bis 1934 in Rangun und sah seine Familie in dieser Zeit nur während des jährlichen Urlaubs. Dann gab er seine Professur auf und nahm eine Stelle als Direktor der privaten Caterham School in Surrey an. Parallel veröffentlichte er weiter Artikel und Bücher über birmanische Geschichte, u. a. Europe and Burma (1945).
Hall wurde 1949 auf den neu eingerichteten Lehrstuhl für Südostasiatische Geschichte an der School of Oriental and African Studies (Teil der Universität London) berufen. Er zog mit seiner Familie nach Hitchin in seiner Heimatgrafschaft Hertfordshire (60 km nördlich von London) und pendelte täglich mit der Bahn zur Universität. Im akademischen Jahr 1952/53 nahm er Forschungsurlaub und reiste ausgiebig durch Indonesien, Thailand, Malaya und Burma, wo er Vorlesungen hielt, seine ehemaligen Studenten, andere Wissenschaftler sowie Politiker traf, historische und archäologische Stätten besuchte. Nach seiner Rückkehr veröffentlichte er 1955 sein Großwerk History of South-East Asia, die erste umfassende Geschichtsdarstellung dieser Region überhaupt, die Hall bescheiden als „eine bloße Skizze, gefährlich komprimiert und in vielen Teilen zu stark vereinfacht“ (“a bare outline, perilously compressed and  oversimplified in many parts”) bezeichnete. Daneben befasste er sich insbesondere mit dem Besuch des britischen Diplomaten Michael Symes am Hof des Königreichs Ava im Jahr 1802, er edierte und publizierte 1955 Symes’ Tagebuch und weitere Dokumente im Zusammenhang mit dessen Gesandtschaft.
Als er das Pensionierungsalter für Hochschullehrer der London University erreichte, nahm Hall im September 1959 eine Gastprofessur an der Cornell University im US-Bundesstaat New York an, die für ihr Programm in Südostasienstudien bekannt ist. Bis 1973 verbrachte er jeweils einen Teil des Jahres in Ithaca (New York) und in seinem Zuhause in Hitchin, Lehraufträge führten ihn auch an andere Universitäten in Nordamerika und Australien. Er brachte mehrere überarbeitete und erweiterte Auflagen seiner History of South East Asia heraus. Nach dem Ende seiner Tätigkeit an der Cornell University publizierte er 1974 eine Biographie Henry Burneys, der im 19. Jahrhundert britischer Gesandter in Siam und Ava war. In seinen letzten Lebensjahren litt Daniel Hall an fortschreitender Blindheit. Er starb am 12. Oktober 1979 in Hitchin an den Folgen eines Schlaganfalls.

## Schriften
- A Professorship of Far Eastern History. In: Journal of the Burma Research Society. Band 12, 1922, ZDB-ID 444490-5, S. 169–170.
- A Brief Survey of English Constitutional History. Harrap, London 1925.
- English Relations with Burma 1587–1686. In: Journal of the Burma Research Society. Band 17, 1927, S. 1–79.
- Early English Intercourse with Burma (1587–1743) (= Rangoon University Publications. 1). Longmans, Green and Co., London u. a. 1928, (Digitalisat).
- mit A. M. Druitt: A High School British History, 1714–1930. For Burma, India and the East. Oxford University Press, Bombay u. a. 1935.
- Europe and Burma. A study of European relations with Burma to the annexation of Thibaw’s kingdom 1886. Oxford University Press, London u. a. 1945, (Digitalisat).
- Burma (= Hutchinson's University Library. 46, ZDB-ID 846885-0). Hutchinson University Library, London 1950.
- A History of South-East Asia. Macmillan u. a., London u. a. 1955.
- als Herausgeber: Michael Symes: Journal of his second embassy to the court of Ava in 1802. Edited with introduction and notes. George Allen & Unwin, London 1955.
- Henry Burney. A Political Biography. Oxford University Press, London u. a. 1974, ISBN 0-19-713583-8.